# Shimazu Toyohisa
Shimazu Toyohisa (島津 豊久?   julio de 1570 - 	21 de octubre de 1600) fue un samurái del período Azuchi-Momoyama en la historia de Japón. 
Toyohisa fue hijo de Shimazu Iehisa y sobrino de Shimazu Yoshihiro. Participó durante la campaña de pacificación de Kyūshū (1587) bajo las órdenes de Yoshihiro en contra de Toyotomi Hideyoshi.
Participó también durante la batalla de Sekigahara del lado de Ishida Mitsunari en contra de las tropas de Tokugawa Ieyasu. Durante dicho conflicto y después de la traición de Kobayakawa Hideaki, las tropas de Mitsunari se desmoralizaron y comenzaron a huir desordenadamente. Las tropas del clan Shimazu fueron atacadas entonces por el contingente de Ii Naomasa y Toyohisa fue muerto en combate.

## En la Cultura Popular

### Manga
- Como protagonista en el manga, y posterior adaptación de anime, de Drifters (escrito e ilustrado por Kōta Hirano), en donde es trasladado a un mundo paralelo donde unirá fuerzas con Oda Nobunaga y Nasu no Yoichi, y otros personajes históricos, para derrotar al Rey Oscuro y sus Ends. Es presentado como un hombre sin demasiada inteligencia pero con un sentido del honor y un gran instinto para la batalla.